# Вигазио
Вига̀зио (на италиански: Vigasio; на венециански: Vigasi, Вигаси) е град и община в Северна Италия, провинция Верона, регион Венето. Разположен е на 37 m надморска височина. Населението на общината е 9973 души (към 2015 г.).